# 10125 Stenkyrka
A 10125 Stenkyrka (ideiglenes jelöléssel 1993 FB24) a Naprendszer kisbolygóövében található aszteroida. Az UESAC program keretében fedezték fel 1993. március 21-én.